# Kim Sa
Kim Sa (tiếng Trung:金莎; bính âm:Jīn shā, sinh ngày 14 tháng 3 năm 1981), được biết đến với cái tên Kym, Lam Phi Lâm, cô là một ca sĩ và diễn viên người Trung Quốc. Cô sinh ra ở Thượng Hải và nói tiếng Quan thoại, tiếng Anh, và tiếng Thượng Hải. Cô thích sử dụng Internet và có khả năng đọc tiếng Anh rất tốt. Tác phẩm nổi bật tiêu biểu của cô như Ma Pháp Tình Yêu, Thần Thoại Trăng Sao,...

## Tiểu sử
Kim Sa (Kym) sinh ngày 14 tháng 3 năm 1981 tại Thượng Hải, Trung Quốc, là nữ ca sĩ, diễn viên người Trung Quốc, tốt nghiệp Trường Quản lý Đông Á Singapore, OB Music Forest School Singapore, Nhạc viện Tinh Hải.
Năm 2002, khi là sinh viên năm nhất, cô tham gia bộ phim học đường Bầu Trời Tuổi Mười Tám với vai diễn Lam Phi Lâm và được công chúng biết đến, năm 2003 cô ký hợp đồng với Hải Điệp Music và sử dụng tên thật của mình là Kim Sa làm nghệ danh của ca sĩ. Sau đó, Kim Sa được công ty cử đến trường OB Music Forest School của Singapore để đào tạo đặc biệt.
Năm 2010, cô hát ca khúc kết thúc "Thần Thoại Trăng Sao" trong bộ phim truyền hình Thần thoại  và đẩy sự nghiệp ca hát của cô lên đỉnh cao. Năm 2011, Kim Sa thành lập JinSha Music Studio tại Bắc Kinh và bắt đầu phát triển độc lập, kết thúc hợp đồng với Hải Điệp Music sau 8 năm.

## Sự nghiệp
Ngày 23 tháng 4 năm 2005, album đầu tiên của Kim Sa "Không Khí" được phát hành, tập trung vào phong cách tươi trẻ và thanh lịch, gồm 10 bài hát, tiêu biểu là "Mùa Hè Có Gió Thổi Qua", "Cô Gái Chòm Sao Song Ngư",...
Ngày 28 tháng 5 năm 2006, Kim Sa đã phát hành album thứ hai "Không Thể Suy Tư", trong album này Kim Sa đã thử sức với dòng nhạc trữ tình, dân ca, nhạc dance, rock nhẹ,.... Ngày 31 tháng 12, anh tham gia buổi hòa nhạc đêm giao thừa tại Malaysia cùng với A-Do và Lâm Vũ Trung.
Ngày 1 tháng 6 năm 2007, Kim Sa phát hành album thứ ba "Đổi Mùa", album thuộc thể loại nhạc nhẹ, bao gồm 10 bài hát tiêu biểu như như "Đại Tiểu Thư",  "Một Ngày Hè Cuối Cùng",... Vào tháng 11, Kim Sa tham gia bộ phim điện ảnh Cuộc Gọi Thay Đổi Vận Mệnh với vai trò khách mời.
Năm 2008, Kim Sa bắt đầu phát triển sang lĩnh vực điện ảnh và truyền hình. Vào tháng 8, đóng chung với Lưu Ân Hữu, Dương Quý Mị và Dương Thước trong bộ phim truyền hình tình cảm hiện đại Nước Mắt Của Hạnh Phúc, đồng thời Kim Sa thực hiện các ca khúc chủ đề, dạo đầu và kết thúc cho bộ phim. Cùng năm, Kim Sa đóng vai chính trong bộ phim truyền hình Thành Phố Lớn Lãng Mạn Nhỏ. Cùng năm đó, tham gia quay MV Bắc Kinh Đón Chào Bạn, ca khúc chính thức Thế vận hội mùa hè Bắc Kinh 2008.
Năm 2009, Kim Sa trở lại tập trung hoạt động nghệ thuật với âm nhạc và phát hành đĩa đơn đầu tiên "This Love".
Vào tháng 1 năm 2010, Kim Sa lần đầu tiên tham gia bộ phim truyền hình cổ trang trong bộ phim truyền hình tình cảm thần thoại Thần Thoại của đạo diễn Tưởng Gia Tuấn, đồng thời, Kim Sa cũng sáng tác hát ca khúc "Thần Thoại Trăng Sao" cho bộ phim. Với vai diễn Lữ Tố do Kim Sa thủ vai cũng thu hút sự chú ý của khán giả. Vào tháng 10, album thứ tư "Thần Thoại Trăng Sao" được  phát hành, trong đó Kim Sa đã sáng tác 4 bài hát.
Vào tháng 3 năm 2011, Kim Sa tham gia bộ phim điện ảnh hài hước Đại Nhân Vật của đạo diễn Đàm Hoa. Vào tháng 5, Kim Sa đóng vai chính trong bộ phim truyền hình  Shangri-La cùng với Hồ Ca và Vương Lực Khả.
Năm 2012, Kim Sa tham gia đóng vai chính trong bộ phim truyền hình cổ trang Nữ Nhân Của Hoàng Đế.
Năm 2013, Kim Sa hợp tác với William Li và Hồng Hiểu Hi đóng vai chính trong bộ phim điện ảnh tình cảm Chanh Vàng. Tháng 5 năm 2014, cô được mời tham gia Liên hoan phim Cannes lần thứ 67 tại Pháp.
Vào tháng 1 năm 2016, Kim Sa phát hành bản tình ca theo phong cách châu Âu "Toàn Thế Giới Này Tôi Chỉ Thích Anh Ấy". Vào tháng 2, cô hát ca khúc "Nặc" cho bộ phim hành động võ thuật "Ngọa Hổ Tàng Long 2".
Năm 2018, Kim Sa thực hiện một số ca khúc nhạc phim như ca khúc "Độc Cô" cho bộ phim Độc Cô Thiên Hạ, ca khúc "Mạn Du" cho phim Thịnh Đường Huyễn Dạ, ca khúc "Đắm Say" cho bộ phim Thời Gian Tươi Đẹp Của Anh Và Em,...
Năm 2020, thực hiện hát bài hát mở đầu "Nước Mắt Lòng Tay" cho bộ phim Đại Đường Nữ Pháp Y. Tháng 2, phát hành ca khúc "Tâm Kinh" do cô tự sáng tác. Ngày 3 tháng 6, tham gia chương trình tạp kỹ  "Tỷ Tỷ Đạp Gió Rẽ Sóng" được ra mắt trên Mangguo TV. Vào ngày 11 tháng 9, tham gia đóng vai chính trong bộ phim điện ảnh giả tưởng cổ trang Hàng Long Đại Sư 2: Đội Săn Rồng được khởi chiếu trên Tencent Video. Vào ngày 3 tháng 12, tham gia chương trình tạp kỹ "Tôi Chính Là Diễn Viên mùa 3" của Chiết Giang TV.
Ngày 4 tháng 2 năm 2021, tham gia "Gala Lễ hội mùa xuân 2021" của Hồ Nam TV. Ngày 4 tháng 4, tham gia chương trình "Đại Hội Bốc Phốt mùa 5" của Tencent Video. Ngày 17 tháng 4, tham gia chương trình "Happy Camp".

## Âm nhạc

### EP
| Thứ tự | Thông tin EP | Ca khúc |
| ------ | --- | --- |
| 1st    | This Love (这种爱) - Ngày phát hành：2 tháng 9 năm 2009 - Ngôn ngữ：Quan thoại - Công ty thu âm：Hải Điệp Âm Nhạc                     | Ca Khúc - This Love (这种爱)                                                                                              |
| 2nd    | Đợi Anh Nói Lời Yêu Em (等你说爱我) - Ngày phát hanh：3 tháng 7 năm 2012 - Ngôn ngữ：Quan thoại - Công ty thu ân：Thiên Hạo Thịnh Thế | Ca Khúc - Một Kết Thúc Khác Của Ngón Tay (手指另一端) - Anh Hiểu Mà (你懂的) - Sẽ Có Ngày Em Quên Được Anh (总有一天忘了) |

### Album
| Thứ tự | Thông tin Album | Ca khúc |
| ------ | --- | --- |
| 1st    | Không Khí (空气) - Ngày phát hanh：23 tháng 4 năm 2005 - Ngôn ngữ：Quan thoại - Công ty thu âm: Hải Điệp Âm Nhạc                 | Ca Khúc 1. Không Khí (空气) 2. Ngắt Điện (停电) 3. Khi Tình Yêu Đến (爱来的时候) 4. Chớp Mắt (刹那间) 5. Cô Gái Chòm Sao Song Ngư (双鱼座女孩) 6. Khát Vọng (渴望) 7. Mùa Hè Có Gió Thổi Qua (被风吹过的夏天) 8. Rất Sợ Hãi (好害怕) 9. All About You 10. Giọt Nước Mắt Thứ Ba (第三滴眼泪) |
| 2nd    | Không Thể Suy Tư (不可思议) - Ngày phát hành：28 tháng 5 năm 2006 - Ngôn ngữ: Quan thoại - Công ty thu âm: Hải Điệp Âm Nhạc      | Ca Khúc 1. Đường Song Song (平行线) 2. Không Thể Suy Tư (不可思议) 3. Mất Ngủ (失眠) 4. Uất Ức (委屈) 5. Arsene Lupin (亚森罗苹) 6. Tình Yêu Lặng Lẽ Rời Xa (爱悄悄离开) 7. Chia Tay Tạm Thời Không Vui Vẻ (分手暂时不快乐) 8. Ngốc Nghếch (笨蛋) 9. Wu La La 10. Hoa Tuyết Nhung (雪绒花) |
| 3th    | Đổi Mùa (换季) - Ngày phát hanh：3 tháng 5 năm 2007 - Ngôn ngữ: Quan thoại - Công ty thu âm: Hải Điệp Âm Nhạc                    | Ca Khúc 1. Đại Tiểu Thư (大小姐) 2. Đổi Mùa (换季) 3. Siêu Nhân Của Tôi (我的超人) 4. Một Ngày Hè Cuối Cùng (最后一个夏天) 5. Nữ Nhân Thập Bát Biến (女大十八变) 6. Tôi Để Tâm (我介意) 7. Có Kỳ Quái Không (奇怪不奇怪) 8. Mùi Vị Của Tình Yêu (爱情的滋味) 9. Tiểu Sư Muội (小师妹) 10. Graffiti (涂鸦) |
| 4th    | Thần Thoại Trăng Sao (星月神话) - Ngày phát hanh：12 tháng 10 năm 2010 - Ngôn ngữ: Quan thoại - Công ty thu âm: Hải Điệp Âm Nhạc | Ca Khúc 1. Em Hiểu Rồi (我懂了) 2. Thần Thoại Trăng Sao (星月神话) Thần Thoại 2010 Ost 3. Miệng Của Anh (你的嘴) 4. Tương Tư Cấu (相思诟) 5. Em Biết Chúng Ta Sẽ Không Có Kết Quả (我知道我们不会有结果) 6. Vẫn Hạnh Phúc Chứ Honey (亲爱的还幸福吗) 7. Em Vẫn Nhớ Nụ Cười Của Anh (我还记得你的微笑) 8. Chân Trời Lưu Luyến (天边的眷恋) Nhạc chủ đề game Tây Du Thiên Hạ online 9. Gần Đây Em Có Khỏe Không (最近好吗) 10. Nước Mắt Sao Chổi (彗星的眼淚) Nước Mắt Của Hạnh Phúc Ost 11. Tiên Trong Tranh (画中仙) 12. Em Sẽ Cho Anh Hạnh Phúc (我会给你幸福) |
| 5th    | Kim Sa Album (金莎专辑) - Ngày phát hành：14 tháng 3 năm 2012 - Ngôn ngữ: Quan thoại - Công ty thu âm：Thiên Hạo Thịnh Thế       | Ca Khúc 1. Ma Pháp Tình Yêu (爱的魔法) 2. Mùa Hạ Tạm Biệt Tình Yêu (告别爱的夏) 3. Không Linh (空灵) 4. Anh Không Cần Cho Em Câu Trả Lời (你可以不用给我答案) 5. Chai Nước Trôi Của Hoàng Tử (小王子的漂流瓶) 6. Anh Ấy Không Yêu Tôi (他不爱我) 7. Ma Pháp Tình Yêu（Beat） 8. Mùa Hạ Tạm Biệt Tình Yêu（Beat） 9. Anh Không Cần Cho Em Câu Trả Lời（Beat） 10. Anh Ấy Không Yêu Tôi（Beat） |

### Các ca khúc khác
| Năm  | Tên ca khúc                          | Tựa đề tiếng Trung | Album               | Hợp tác       | Ghi chú                                                                          |
| ---- | ------------------------------------ | ------------------ | ------------------- | ------------- | -------------------------------------------------------------------------------- |
| 2002 | Hơi Thở Màu Cam                      | 橙色呼吸           |                     |               | thể hiện trong chương trình Tân Binh Phương Đông 2002                            |
| 2006 | Lắng Nghe Thế Giới                   | 聆听世界           |                     | nhiều ca sĩ   | kỷ niệm 15 năm Hải Điệp                                                          |
| 2007 | Phát Hiện Tình Yêu                   | 发现爱             | Tây Giới            | Lâm Tuấn Kiệt | bài hát nằm trong Album Tây Giới của Lâm Tuấn Kiệt                               |
| 2007 | Sống Lại                             | 复活               | Lâm Vũ Trung        | Lâm Vũ Trung  | bài hát nằm trong Album của Lâm Vũ Trung                                         |
| 2007 | Mê Muội                              | 迷恋               |                     |               |                                                                                  |
| 2008 | Hát Cả Thế Giới                      | 唱响世界           | Hát Cả Thế Giới     | nhiều ca sĩ   | nằm trong Album của Hải Điệp                                                     |
| 2008 | Lưu Giữ Lại                          | 留下来             |                     |               | nhạc phim Nước Mắt Của Hạnh Phúc                                                 |
| 2008 | Nước Mắt Của Hạnh Phúc               | 幸福的眼泪         |                     | Lưu Ân Hữu    | nhạc phim Nước Mắt Của Hạnh Phúc                                                 |
| 2008 | Chờ Đợi Tình Yêu                     | 期待爱             | JJ Lin              | Lâm Tuấn Kiệt | nằm trong Album của Lâm Tuấn Kiệt                                                |
| 2008 | Bắc Kinh Đón Chào Bạn                | 北京欢迎你         |                     | nhiều ca sĩ   | ca khúc chào đón Thế vận hội mùa hè Bắc Kinh 2008                                |
| 2010 | Đôi Cánh Ước Mơ                      | 梦想的翅膀         |                     | nhiều ca sĩ   | hát cùng các ca sĩ của Hải Điệp, bài hát chủ đề Hội chợ Thế giới Thượng Hải 2010 |
| 2011 | Trên Khắp Thế Giới Mới               | 跨越新世界         |                     | nhiều ca sĩ   |                                                                                  |
| 2011 | Tôi Yêu Thượng Hải                   | 我爱上海           |                     | nhiều ca sĩ   | bài hát chủ đề Lễ hội Dạ tiệc mùa xuân Thượng Hải 2011                           |
| 2012 | Chúng Ta Kết Hôn Đi                  | 我们结婚吧         | Chúng Ta Kết Hôn Đi | Lưu Giai      |                                                                                  |
| 2012 | Mộng Thiên Niên Chi Luyến            | 梦千年之恋         |                     |               |                                                                                  |
| 2013 | Chuyện Tình Bạch Xà                  | 白蛇爱情物语       |                     |               |                                                                                  |
| 2014 | Anh Là Kẹo Đường Của Em              | 你是我的糖         |                     |               | nhạc phim Cành Ô Liu Xanh Đỏ                                                     |
| 2014 | Muốn Nghe Anh Nói Dối                | 想听听你说谎       |                     |               |                                                                                  |
| 2016 | Cả Thế Giới Này Tôi Chỉ Thích Anh Ấy | 全世界我只贪一个他 |                     |               |                                                                                  |
| 2016 | Nặc                                  | 诺                 |                     |               | nhạc phim Ngọa Hổ Tàng Long 2                                                    |
| 2016 | Chỉ Thuộc Về Anh                     | 只属于你           |                     |               |                                                                                  |
| 2018 | Độc Cô                               | 独孤               |                     |               | nhạc phim Độc Cô Thiên Hạ                                                        |
| 2018 | Đời Này Chờ Anh Một Lần Ngoái Nhìn   | 今生等你一次回眸   |                     |               | nhạc phim Tiền Đồ Lớn Lao                                                        |
| 2018 | Mạn Du                               | 漫游               |                     |               | nhạc phim Thịnh Đường Huyễn Dạ                                                   |
| 2018 | Trợ Lý Cá Nhân                       | 贴身辅助           |                     |               | bài hát cổ vũ game mobile Vấn Đạo                                                |
| 2018 | Nếu Chỉ Như Lúc Mới Gặp              | 若只如初见         |                     |               | bài hát kết thúc phim Trở Về Thời Nhà Minh Làm Vương Gia                         |
| 2018 | Đắm Say                              | 著迷               |                     |               | nhạc phim Thời Gian Tươi Đẹp Của Anh Và Em                                       |
| 2019 | Sally Hoa Viên                       | 莎莉花园           | Sally Hoa Viên      |               |                                                                                  |
| 2019 | Điêu Điêu Điêu                       | 雕雕雕             |                     |               | Bài hát quảng cáo game mobile "Thần Điêu Hiệp Lữ 2"                              |
| 2020 | Nước Mắt Lòng Tay                    | 手心泪             |                     |               | nhạc phim Đại Đường Nữ Pháp Y                                                    |
| 2020 | Kinh Tâm                             | 心经               | Kinh Tâm            |               |                                                                                  |
| 2020 | Mau Yêu Đương                        | 快谈恋爱           |                     |               | bài hát kết thúc phim Bạn Gái 99 Điểm                                            |
| 2020 | Trường Tình Tiên Sinh                | 长情先生           |                     |               |                                                                                  |

### Tham gia MV
| Năm  | Tên bài hát                    | Tựa đề tiếng Trung | Ca sĩ thể hiện                                                                                                  | Tham khảo |
| ---- | ------------------------------ | ------------------ | --- | --------- |
| 2003 | Keep Going                     | 走向前             | A-Do | [ 30 ]    |
| 2007 | Tôi Để Ý                       | 我介意             | Mã Thiên Vũ | [ 31 ]    |
| 2007 | Lắng Nghe Thế Giới             | 聆听世界           | Lâm Tuấn Kiệt, A-Do, Lâm Vũ Trung                                                                               |           |
| 2007 | Hát Cả Thế Giới                | 唱响世界           | Trương Thân Triết, A-Do, Lâm Tuấn Kiệt, Lâm Vũ Trung, Hồ Linh, Lý Băng Băng, Vương Truyền Nhất, Hồng Tuấn Dương | [ 32 ]    |
| 2008 | Bắc Kinh Đón Chào Bạn          | 北京欢迎你         | Nhiều ca sĩ | [ 33 ]    |
| 2008 | Đôi Cánh Ước Mơ                | 梦想的翅膀         | Lâm Tuấn Kiệt, A-Do, By2                                                                                        |           |
| 2011 | Thiên Long Bát Bộ Chi Túc Địch | 天龙八部之宿敌     | Hứa Tung | [ 34 ]    |

### Concert
| Năm  | Ngày tháng | Tên Concert           | Tựa đề tiếng Trung | Địa điểm   |
| ---- | ---------- | --------------------- | ------------------ | ---------- |
| 2012 | 31 tháng 5 | Jinsha Campus Concert | 金莎校园演唱会     | Thượng Hải |
| 2012 | 3 tháng 6  | Jinsha Campus Concert | 金莎校园演唱会     | Nam Kinh   |
| 2012 | 5 tháng 6  | Jinsha Campus Concert | 金莎校园演唱会     | Hàng Châu  |
| 2012 | 8 tháng 6  | Jinsha Campus Concert | 金莎校园演唱会     | Quảng Châu |
| 2012 | 11 tháng 6 | Jinsha Campus Concert | 金莎校园演唱会     | Bắc Kinh   |

## Danh sách phim

### Phim điện ảnh
| Năm  | Tựa đề tiếng Việt                | Tựa đề tiếng Anh   | Tựa đề tiếng Trung | Vai diễn              | Ghi chú   |
| ---- | -------------------------------- | ------------------ | ------------------ | --------------------- | --------- |
| 2007 | Cuộc Gọi Thay Đổi Vận Mệnh       | Crossed Lines      | 命运呼叫转移       | Mễ Hoằng              | cameo     |
| 2010 | Thần Tài Đến                     | Here Comes Fortune | 财神到             | Nguyễn Thế Sinh       | cameo     |
| 2011 | Đại Nhân Vật                     | Big Big Man        | 大人物             | Yêu Muội              | vai chính |
| 2012 | Chanh Vàng                       | Lemon              | 柠檬               | Khúc Trân             | vai chính |
| 2020 | Hàng Long Đại Sư 2: Đội Săn Rồng | Dragon Hunter 2    | 降龙大师：猎龙队   | Bạch Long Thắng Tuyết | vai chính |

### Phim truyền hình
| Năm  | Tựa đề tiếng Việt                                    | Tựa đề tiếng Trung | Vai diễn        | Ghi chú   |
| ---- | ---------------------------------------------------- | ------------------ | --------------- | --------- |
| 2002 | Khung Trời Tuổi 18 (Sky)                             | 十八岁的天空       | Lam Phi Lâm     | vai chính |
| 2002 | Nhất Gia Chi Chủ (Be The Boss Of A Family)           | 一家之主           | Lị Lị           | cameo     |
| 2003 | Quý Bà Màu Hồng (Pink Ladies)                        | 粉红女郎           | Nữ minh tinh    | cameo     |
| 2008 | Nước Mắt Của Hạnh Phúc (Tears of Happiness)          | 幸福的眼泪         | Hà Đồng Dao     | vai chính |
| 2009 | Thành Phố Lớn Lãng Mạn Nhỏ (Big City Little Romance) | 大城市小浪漫       | Mạnh Tiểu Huyên | vai chính |
| 2010 | Thần Thoại (The Myth)                                | 神话               | Lữ Tố           | vai phụ   |
| 2010 | Thám Tử Đường Lang (Detective Tanglang)              | 唐琅探案           | Tề Mỹ Luân      | vai chính |
| 2011 | Shangri-la                                           | 香格里拉           | Hòa Mai         | vai phụ   |
| 2012 | Nữ Nhân Của Hoàng Đế (The King's Woman)              | 王的女人           | Thích Hỷ Băng   | vai phụ   |
| 2018 | Phụ Nữ Tại Thượng Hải (Women In Shanghai)            | 上海女子图鉴       | Từ Tiếu         | vai phụ   |

## Chương trình tạp kỹ
| Thời gian tham gia | Tựa đề tiếng Việt            | Tựa đề tiếng Trung | Kênh                | Ghi chú                        | Tham khảo |
| ------------------ | ---------------------------- | ------------------ | ------------------- | ------------------------------ | --------- |
| 26-01-2010         | Nhạc Phách Nhạc Cao          | 乐拍乐高           | Quảng Đông TV       | khách mời                      | [ 36 ]    |
| 13-06-2010         | Nhất Hô Bách Ứng             | 一呼百应           | Hồ Nam TV           |                                | [ 37 ]    |
| 29-11-2010         | 8090                         |                    | Hồ Nam TV           |                                | [ 38 ]    |
| 17-12-2010         | Lady Oa Oa                   | lady呱呱           | Tinh Không TV       |                                | [ 39 ]    |
| 06-06-2011         | Đêm Nay Có Kịch              | 今夜有戏           | Thiên Tân TV        | khách mời                      | [ 40 ]    |
| 10-05-2012         | Music Live                   | 音乐现场           | Vân Nam TV          | tham gia, giới thiệu album mới | [ 41 ]    |
| 16-05-2012         | Trò Chuyện Cùng Sao          | 明星畅聊会         | Sina                | khách mời                      | [ 42 ]    |
| 03-04-2015         | Địa Đồ Mỹ Thực               | 美食地图           | Bắc Kinh TV         | khách mời                      | [ 43 ]    |
| 20-03-2016         | Ai Là Đại Ca Thần            | 谁是大歌神         | Chiết Giang TV      |                                | [ 44 ]    |
| 08-10-2016         | Ca Sĩ Giấu Mặt               | 隐藏的歌手         | Giải trí Thượng Hải |                                | [ 45 ]    |
| 07-08-2019         | Mr. Radio                    | 见面吧电台         | Tencent Video       |                                | [ 46 ]    |
| 22-12-2019         | Ngày Ngày Tiến Lên           | 天天向上           | Hồ Nam TV           |                                | [ 47 ]    |
| 12-06-2020         | Tỷ Tỷ Cưỡi Gió Rẽ Sóng       | 乘风破浪的姐姐     | Mangguo TV          |                                | [ 48 ]    |
| 03-12-2020         | Tôi Chính Là Diễn Viên mùa 3 | 我就是演员第三季   | Chiết Giang TV      |                                | [ 26 ]    |
| 04-04-2021         | Đại Hội Bốc Phốt mùa 5       | 吐槽大会第五季     | Tencent Video       |                                | [ 28 ]    |
| 17-04-2021         | Happy Camp                   | 快乐大本营         | Hồ Nam TV           |                                | [ 29 ]    |

## Giải thưởng
| Năm  | Lễ trao giải                                                           | Giải thưởng                                              | Tác phẩm                          | Kết quả   | Tham khảo |
| ---- | ---------------------------------------------------------------------- | -------------------------------------------------------- | --------------------------------- | --------- | --------- |
| 2005 | Bảng xếp hạng âm nhạc Đông Nam Kinh Bạo ở Trung Quốc đại lục lần thứ 3 | Nghệ sĩ mới xuất sắc                                     |                                   | Đoạt giải | [ 49 ]    |
| 2005 | Bảng xếp hạng âm nhạc Đông Nam Kinh Bạo ở Trung Quốc đại lục lần thứ 3 | Top 10 bài hát vàng                                      | Mùa Hè Có Gió Thổi Qua            | Đoạt giải | [ 49 ]    |
| 2005 | Kỷ lục Vàng Trung Quốc lần thứ 5                                       | Người mới xuất sắc nhất                                  |                                   | Đoạt giải |           |
| 2005 | Golden Record của Trung Quốc lần thứ 5                                 | Top 10 giải Golden Melody Awards                         | Không Khí                         | Đoạt giải |           |
| 2006 | Sprite China Original Music Pop Chart                                  | Giai điệu vàng ở Trung Quốc đại lục                      | Đường Song Song                   | Đoạt giải | [ 50 ]    |
| 2006 | Bảng xếp hạng Music Radio Trung Quốc lần thứ 4                         | Top 10 bài hát vàng                                      | Mùa Hè Có Gió Thổi Qua            | Đoạt giải |           |
| 2006 | Lễ trao giải Billboard âm nhạc lần thứ 6                               | Người mới xuất sắc nhất ở Trung Quốc đại lục             | Không Khí                         | Đoạt giải | [ 51 ]    |
| 2006 | Bảng xếp hạng âm nhạc đa sắc màu ở Trung Quốc đại lục                  | Top 10 bài hát vàng                                      | Không Khí                         | Đoạt giải |           |
| 2006 | Bảng xếp hạng âm nhạc đa sắc màu ở Trung Quốc đại lục                  | Người mới xuất sắc nhất                                  |                                   | Đoạt giải |           |
| 2006 | Giải thưởng Hiệp hội Giải trí Malaysia                                 |                                                          |                                   | Đề cử     | [ 52 ]    |
| 2006 | Bảng xếp hạng âm nhạc Trung Quốc toàn cầu lần thứ 12                   | Người mới xuất sắc nhất tại Trung Quốc đại lục           |                                   | Đoạt giải |           |
| 2006 | Lễ trao giải Billboard Phương Đông lần thứ 13                          | Giải Đồng cho Người mới đến từ phương Đông               |                                   | Đoạt giải | [ 53 ]    |
| 2006 | Bảng xếp hạng Bài hát Trung Quốc toàn cầu lần thứ 6                    | Top 20 ca khúc vàng được yêu thích nhất                  | Không Thể Suy Tư                  | Đoạt giải | [ 54 ]    |
| 2007 | Lễ trao giải Billboard âm nhạc lần thứ 7                               | Người viết lời hay nhất                                  | Không Thể Suy Tư; Đường Song Song | Đoạt giải | [ 55 ]    |
| 2007 | Lễ trao giải Billboard âm nhạc lần thứ 7                               | Bản sắp xếp tốt nhất                                     | Không Thể Suy Tư                  | Đoạt giải | [ 55 ]    |
| 2007 | Lễ trao giải Billboard âm nhạc lần thứ 7                               | Bài hát hay nhất                                         | Không Thể Suy Tư                  | Đề cử     | [ 55 ]    |
| 2007 | Lễ trao giải Billboard âm nhạc lần thứ 7                               | Nữ ca sĩ xuất sắc nhất                                   |                                   | Đề cử     | [ 55 ]    |
| 2007 | Lễ trao giải Hong Kong Metro Mandarin Power Awards                     | Ca sĩ quyền lực nhất                                     | Album Đổi Mùa                     | Đoạt giải | [ 56 ]    |
| 2007 | Lễ trao giải Hong Kong Metro Mandarin Power Awards                     | Bài hát tiếng phổ thông tân thành                        | Sống lại                          | Đoạt giải | [ 56 ]    |
| 2007 | Bảng xếp hạng âm nhạc Đông Nam Kinh Bạo ở Trung Quốc đại lục lần thứ 5 | Ca sĩ nữ xuất sắc nhất Trung Quốc đại lục                |                                   | Đoạt giải |           |
| 2007 | IN Music List Word of Mouth Music Award                                | Bản song ca về tình yêu hay nhất                         | Phát Hiện Tình Yêu                | Đoạt giải |           |
| 2007 | IN Music List Word of Mouth Music Award                                | Nữ ca sĩ Trung Quốc đại lục xuất sắc nhất                |                                   | Đoạt giải |           |
| 2008 | Lễ trao giải nhạc Pop Bắc Kinh 2007                                    | Bài hát vàng của năm                                     | Đại Tiểu Thư                      | Đoạt giải | [ 57 ]    |
| 2008 | Lễ hội giải trí thời trang Hercynian lần thứ nhất tại Trung Quốc       | Nghệ sĩ phim truyền hình thần tượng thời trang           |                                   | Đoạt giải | [ 58 ]    |
| 2009 | Bảng xếp hạng âm nhạc Đông Nam Kinh Bạo lần thứ 7                      | Nữ ca sĩ được yêu thích nhất tại Trung Quốc đại lục      |                                   | Đề cử     | [ 59 ]    |
| 2010 | Lễ trao giải phim truyền hình CCTV8                                    | Tỷ muội hoa tưởng                                        | Thần Thoại                        | Đoạt giải | [ 60 ]    |
| 2011 | Baidu Entertainment Boiling Point                                      | Top 10 ca khúc vàng hot nhất Trung Quốc đại lục năm 2010 | Vẫn Hạnh Phúc Chứ Honey           | Đoạt giải |           |